# Zamek w Kończycach Małych
Zamek w Kończycach Małych – zabytkowy zamek mieszczący się w Kończycach Małych w województwie śląskim, w powiecie cieszyńskim. Choć zwany jest zamkiem, w rzeczywistości jest to dwór obronny – jedyny taki na Śląsku Cieszyńskim.

## Historia

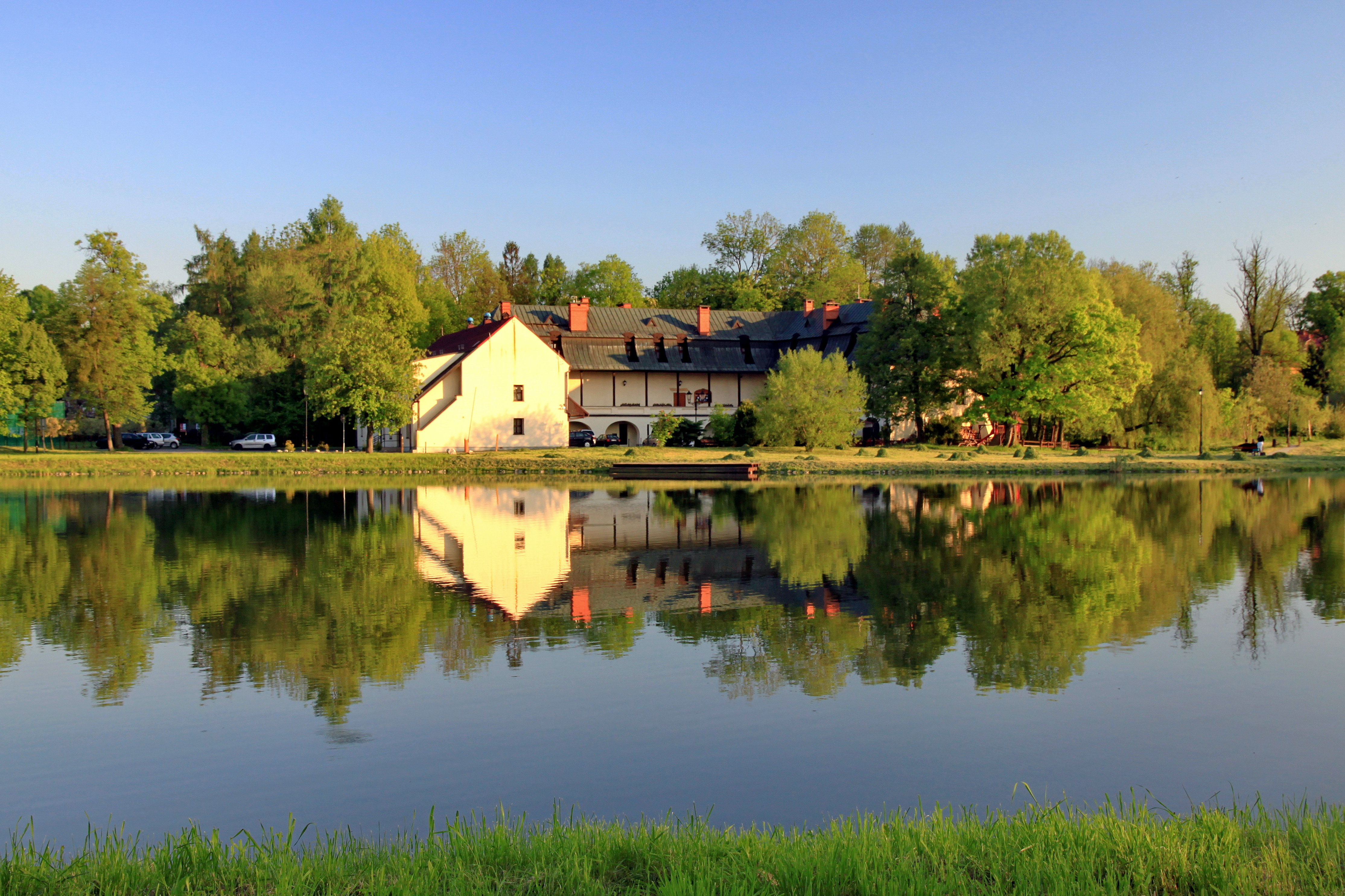
Zamek w Kończycach Małych od strony stawu

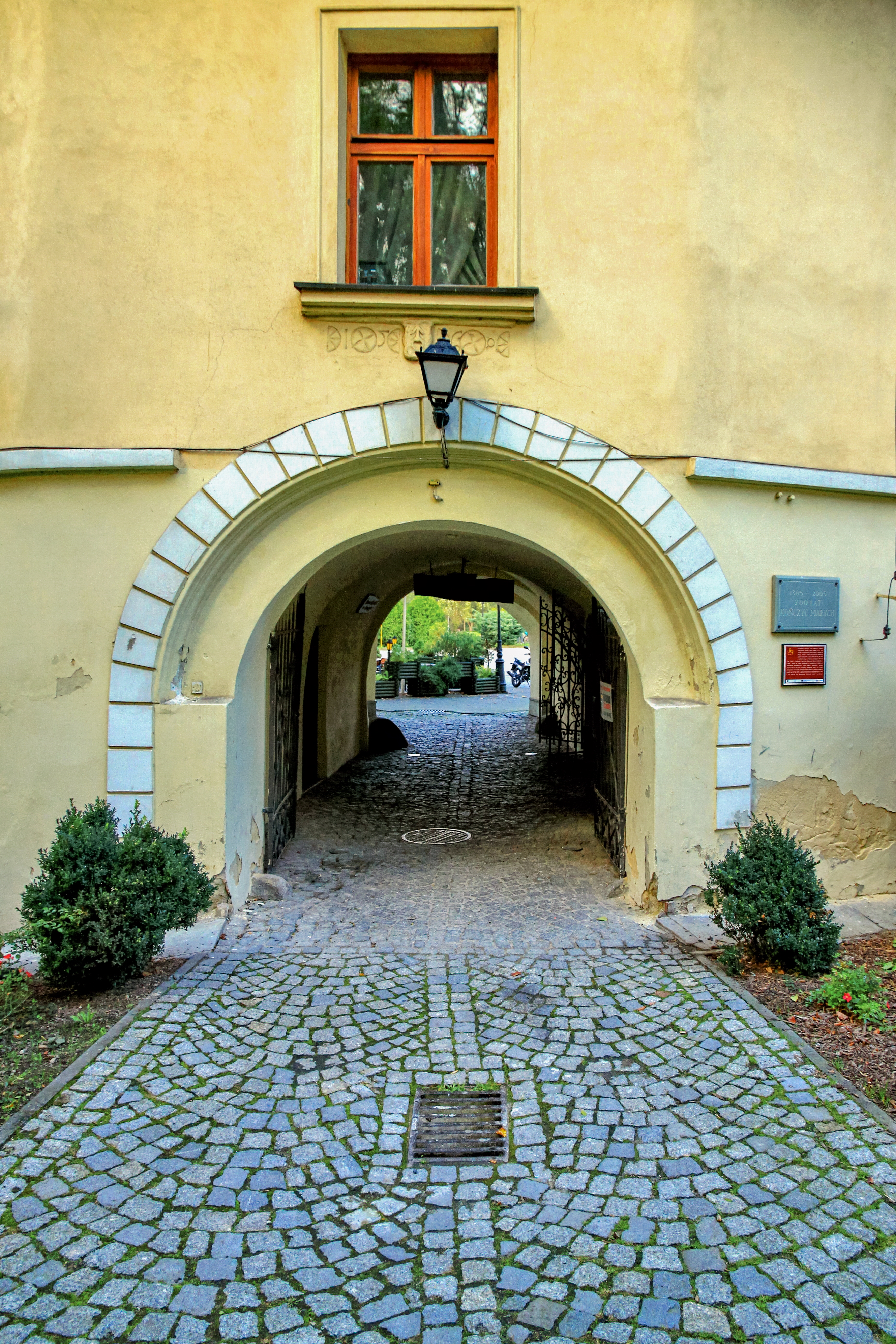
Zamek w Kończycach Małych (brama)

Pierwotna budowla, będąca zamkiem gotyckim, została wybudowana przez ród Golasowskich pod koniec XIV wieku. W 1560 roku został przez Jerzego Sedlnickiego rozbudowany, o czym świadczy kamienny portal z nadprożem z herbem Odrowąż Sedlnickich. W ciągu kolejnych lat był nadal w posiadaniu rodziny Sedlnickich. Następnie po ślubie pochodzącej z tego rodu Katarzyny dostał się w posiadanie rodziny Czelów (herbu Kościesza) – jednego z najstarszych i najważniejszych rodów szlacheckich w Księstwie Cieszyńskim. Został wówczas znacznie rozbudowany przez Piotra Czelę, syna kanclerza księstwa cieszyńskiego Jana Czeli. Budynek uzyskał wówczas styl renesansowy i stał się 4-skrzydłową rezydencją z niespotykanym w innych siedzibach szlachty cieszyńskiej reprezentacyjnym dziedzińcem arkadowym, za sprawą którego zamek ten bywa nazywany Cieszyńskim Wawelem. W narożniku płd-wsch umieszczono bramę wjazdową. Dwa skrzydła były domem mieszkalnym pozostałe zabudowania miały funkcje gospodarcze. Całe założenie zostało otoczone fosą. Dodatkowym elementem obronnym zamku były okalające go mokradła i znajdujący się obok staw. Po śmierci Jana Czeli w 1630 r. majątek odziedziczyły krótko rodziny jego sióstr.
W roku 1657 Kończyce Małe kupił Wacław Pełka z Nowego Miasta, który z zamku uczynił swoją siedzibę rodową. Pełkowie (herbu Pogonia) zostają właścicielami wsi na najbliższe 180 lat. Za ich sprawą w latach 20. XIX wieku zamek otoczony został ogrodem w stylu angielskim w miejscu zasypanych fos, przecięty aleją obsadzoną topolami. W tym czasie zamek zyskał cechy rezydencji tracąc swe walory obronne. W 1837 r. Maksymiliana Osthaus von Bassy wdowa po Jerzym Pełce przenosi się do Wiednia i sprzedaje Kończyce wzbogaconemu chłopu, Janowi Andrzejowi Folwarcznemu. Jego syn w 1880 r. dokonał generalnego remontu i przebudowy swej siedziby. Ostatnią właścicielką zamku była wnuczka Folwarcznego – Hildegarda Wurzian. Opuszcza go przed wkroczeniem wojsk Armii Czerwonej i udaje się do Niemiec. Działania wojenne z początku roku 1945 powodują poważne zniszczenia rezydencji. Jednocześnie zostaje ona doszczętnie splądrowana. W 1946 r. majątek przejął Skarb Państwa. W latach 1956–1958 przeprowadzono odbudowę pałacu po zniszczeniach wojennych. W 1960 r. do dwóch zachowanych skrzydeł dobudowano trzecie, mieszczące salę widowiskową. W latach 1993–1995 przeprowadzono kolejny remont generalny. Obecnie zamek mieści m.in. hotel, restaurację, Izbę Regionalną, filię Gminnej Biblioteki Publicznej i siedziby regionalnych zespołów i stowarzyszeń. Na dziedzińcu zamku organizowane są koncerty w ramach odbywającego się w Cieszynie Międzynarodowego Festiwalu Muzyki „Viva il Canto”.

## Opis
Obecnie po przeprowadzonym remoncie obiekt składa się z dwóch prostopadłych skrzydeł, częściowo podpiwniczonych. U ich zbiegu znajduje się przelotowa sień, z której na prawo biegną dwubiegowe schody na piętro. Sklepienia w sieni kolebkowe, w pozostałych pomieszczeniach parteru krzyżowo-kolebkowe, kolebkowe z lunetami wsparte na filarze oraz żaglaste. Układ wnętrz na piętrze analogiczny. W podcieniu na parterze oraz w niektórych pomieszczeniach na piętrze stropy belkowane. Elewacja południowo-zachodnia na piętrze sześcioosiowa, kondygnacje rozdzielone gzymsem. W elewacji południowo-wschodniej nowszy balkon. Okna prostokątne, różnej wielkości, cztery w kamiennych renesansowych obramieniach (ok. połowy XVI wieku), profilowanych, ze śladami krzyży, niektóre w obramieniach z XIX wieku. Od południowego zachodu w oknach parteru zachowane renesansowe kraty. W pomieszczeniu na piętrze skrzydła południowo-zachodniego znajduje się renesansowy portal, zamknięty jest łukiem koszowym, boniowany, o profilowanej archiwolcie, a nadproże dekorowane prymitywnymi rozetami. Arkady podcienia od strony dziedzińca rozmieszczone są nieregularnie, zamknięte łukami koszowymi. Nad podcieniem ganek z parapetem dekorowanym płycinami. Okap dachu wsparty jest na drewnianych słupach. Dach polski, łamany, pierwotnie kryty gontem, obecnie eternitem. 

## Turystyka
Tuż przy zamku przechodzą następujące trasy rowerowe:
- zielona trasa rowerowa nr 13 – Rybnik – Jastrzębie-Zdrój – Ustroń (82 km)
- żółta tandemowa trasa rowerowa nr 259 – Kaczyce – Kończyce Wielkie – Kończyce Małe – Kaczyce (19,5 km)
- Szlak Zamków nad Piotrówką – Kończyce Wielkie – Kończyce Małe – Zebrzydowice – Marklowice Górne – Marklowice Dolne – Pierstna – Piotrowice koło Karwiny – Skrbeńsko – Gołkowice (25 km)